# Polycarpa camptos
Polycarpa camptos är en sjöpungsart som beskrevs av Monniot 200. Polycarpa camptos ingår i släktet Polycarpa och familjen Styelidae. Inga underarter finns listade i Catalogue of Life.